# It's a Boy Girl Thing
It's A Boy Girl Thing é um filme dos Estados Unidos do gênero comédia romântica e fantasia que estreou nos cinemas em 2006.

## Sinopse
Nell (Samaire Armstrong) e Woody (Kevin Zegers) são dois adolescentes que se odeiam com fervor. Ela é inteligente e bonita, ele é um atleta não muito esperto. Um dia, durante uma excursão a um museu, os dois têm uma grande discussão mesmo à frente a uma estátua de um feiticeiro asteca, que vai mudar por completo a maneira como cada um vê o mundo.
O fato, é que enquanto dormiam, as almas de Nell e Woody trocam de lugar e quando eles acordam descobrem, estupefatos, que estão no corpo do seu maior rival.
Nell e Woody procuram então voltar, de todas as formas, aos seus corpos. Mas após algumas tentativas falhas, ambos decidem procurar arruinar a vida um do outro. Entretanto, os dois começam a entender os problemas do outro e, apesar das diferenças, se apaixonam.

## Recepção da crítica
It's a Boy Girl Thing tem recepção favorável por parte da crítica especializada. Possui tomatometer de 63% em base de 8 críticas no Rotten Tomatoes. Por parte da audiência do site tem 61% de aprovação.

## Trilha musical
A banda sonora do filme inclui temas como "I Think We're Alone Now" das Girls Aloud, "Let's Get It Started" dos Black Eyed Peas, "Push the Button" e "Red Dress" das Sugababes, "Be Strong" de Fefe Dobson, "Filthy (Gorgeous)" dos Scissor Sisters, "High" de James Blunt, bem como outras canções ao gosto de Ozzy Osbourne, Elton John, Orson, Marz e outros artistas.